# Carbamazépine
La carbamazépine est un médicament anticonvulsivant, thymorégulateur et antimaniaque. Elle est également indiquée dans le traitement des douleurs neuropathiques,. 
La carbamazépine (CBZ), vendue sous le nom commercial Tegretol, entre autres, est un médicament anticonvulsivant utilisé principalement dans le traitement de l'épilepsie et des douleurs neuropathiques.  Il n'est pas efficace en cas d'absence ou de crises myocloniques. Il est utilisé dans la schizophrénie avec d'autres médicaments et comme agent de deuxième intention dans le trouble bipolaire. La carbamazépine semble fonctionner aussi bien que la phénytoïne et le valproate pour les crises focales et généralisées. 
Les effets secondaires courants comprennent les nausées et la somnolence. Les effets secondaires graves peuvent inclure des éruptions cutanées, une diminution de la fonction de la moelle osseuse, des pensées suicidaires ou de la confusion. Il ne doit pas être utilisé chez les personnes ayant des antécédents de problèmes de moelle osseuse.  L'utilisation pendant la grossesse peut nuire au fœtus. Cependant, l'arrêt du médicament chez les femmes enceintes souffrant de convulsions n'est pas recommandé. Son utilisation pendant l'allaitement n'est pas recommandée. Les précautions doivent être prises chez ceux qui ont des problèmes rénaux ou hépatiques. 
Il est disponible sous forme de médicament générique. Il figure sur la liste des médicaments essentiels de l'Organisation mondiale de la santé, les médicaments les plus sûrs et les plus efficaces dont un système de santé ait besoin. 
Le coût de gros dans le monde en développement est d'environ 0,07 $ US à 0,24 $ US par jour en 2015. En 2017, il s'agissait du 176e médicament le plus prescrit aux États-Unis, avec plus de trois millions d'ordonnances.

## Histoire
La carbamazépine a été découverte par Walter Schindler en Suisse, en 1953.
La carbamazépine a été commercialisée en 1962 comme traitement de la névralgie du trijumeau avant d'être employée comme un anticonvulsivant au Royaume-Uni en 1965 et aux États-Unis à partir de 1974.
En 1971, Takezaki et Hanaoka utilisèrent la carbamazépine pour soigner les états maniaques chez des patients réfractaires aux antipsychotiques (le lithium n'était pas disponible au Japon à cette époque). La carbamazépine sera alors étudiée pour les affections bipolaires dans les années 1970.

## Métabolisme
Après ingestion, la biodisponibilité de la carbamazépine est très élevée. Après son absorption intestinale, elle est métabolisée au niveau hépatique par les isoenzymes CYP3A4 (principalement), CYP2D et CYP2C8. Ces isoenzymes forment le système du cytochrome p450 qui transforme la carbamazépine en son métabolite : la 10,11-époxycarbamazépine puis en 10,11-dihydroxycarbamazépine, inactive. La 10,11-époxycarbamazépine a des propriétés anticonvulsivantes chez l'animal mais son intérêt thérapeutique chez l'être humain n'est pas clair.
La carbamazépine est un inducteur enzymatique influençant l'effet de nombreux médicaments et même sa propre métabolisation.
Il est utile de contrôler les concentrations plasmatiques du médicament dont la zone thérapeutique d'efficacité est estimée entre 4 et 12 μg/ml de sang en fonction des autres thérapies employées. La concentration résiduelle (Cmin) se détermine par méthode immunologique ou chromatographique (la chromatographie dose le métabolite époxyde actif). Les effets secondaires apparaissent pour des Cmin de plus de 12 μg/ml en monothérapie et des Cmin de plus de 8 μg/ml en polythérapie. Le rapport époxycarbamazépine/carbamazépine est de 17 % chez les patients en monothérapie et de 30 % lors de l'association avec l'acide valproïque.
La détection immunologique des tricycliques est perturbée par des réactions croisées avec la structure de la carbamazépine.

### Interactions médicamenteuses
Les antibiotiques tels que l'érythromycine, l'isoniazide, la clarithromycine et la troléandromycine augmentent les concentrations plasmatiques de la carbamazépine.
La carbamazépine induit une diminution de l'effet antalgique des opioïdes. 

## Indications
Les épilepsies partielles répondent bien à ce traitement, ainsi que les névralgies faciales. On utilise aussi ce médicament en psychiatrie comme régulateur de l'humeur.
La neuromyotonie compliquant une radiothérapie est traitée efficacement par carbamazépine.
La carbamazépine est également indiquée dans la névralgie du trijumeau.

## Effets indésirables
Les effets indésirables sont nombreux notamment sur la sphère neuro-psychique : agitation, confusion, vertige, diplopie, maux de tête… mais la carbamazépine occasionne aussi des troubles digestifs comme des nausées, des troubles cardiaques comme des troubles du rythme, des troubles cutanés tels que des photosensibilisations. Des allergies sévères par mécanisme d'hypersensibilité peut conduire à des atteintes graves (DRESS syndrome, syndrome de Lyell, syndrome de Stevens-Johnson, agranulocytose, aplasie médullaire, etc.).
Il est rapporté des effets cutanés graves (syndrome de Lyell) plus fréquents dans la population asiatique ayant le marqueur allélique HLA-B*1502 et chez les patients européens porteurs du HLA-A*3101.
Le laboratoire Novartis reconnaît l'association possible de l'utilisation de la carbamazépine avec une réduction du nombre de globules blancs, et préconise la suspension du traitement lors des premiers signes de suppression de la moelle osseuse (voir anémie aplasique), en l'absence d'un lien de causalité officiellement établi. Le risque d'accroissement ou l'apparition de tendances suicidaires est elle aussi reconnue à la suite de l'emploi de ce médicament.

## Carbamazépine et grossesse
La carbamazépine traverse la barrière placentaire. Elle augmente la fréquence des anomalies de fermeture du tube neural (comme le spina bifida) mais moins que les autres anti-épileptiques. De même, elle semble moins provoquer d'autres malformations graves que l'acide valproïque. Les recommandations de l'American Society of Neurology semblent en faire le médicament anti-épileptique le moins risqué chez la femme enceinte.
La carbamazépine se retrouve dans le sang des enfants allaités par une mère traitée et pourrait être à l'origine d'hépatite médicamenteuse chez ces enfants.

## Surdosage en carbamazépine
Le surdosage en carbamazépine peut-être aigu ou chronique. La prise volontaire ou non d'une surdose brutale de carbamazépine conduit à des troubles du rythme cardiaque et tensionnels, des troubles neurologiques (léthargie, coma…) alors qu'un surdosage chronique (erreur de dosage, prise concomitante de médicaments allongeant la demi-vie de la carbamazépine…) conduit plus volontiers à des désordres hydroélectrolytiques, cutanés et hématologiques. La prise en charge de ces surdoses consiste à un traitement symptomatique, il n'y a pas d'antidote connu. La prévention d'un surdosage chronique fait appel à la surveillance des taux plasmatiques du médicament.

## Divers
La carbamazépine fait partie de la liste des médicaments essentiels de l'Organisation mondiale de la santé (liste mise à jour en avril 2013).
Dans un modèle de souris transgénique utilisé dans l'étude de la maladie d'Alzheimer, l'utilisation de carbamazépine s'est traduite par une amélioration de l'apprentissage spatial et des déficits de mémoire.

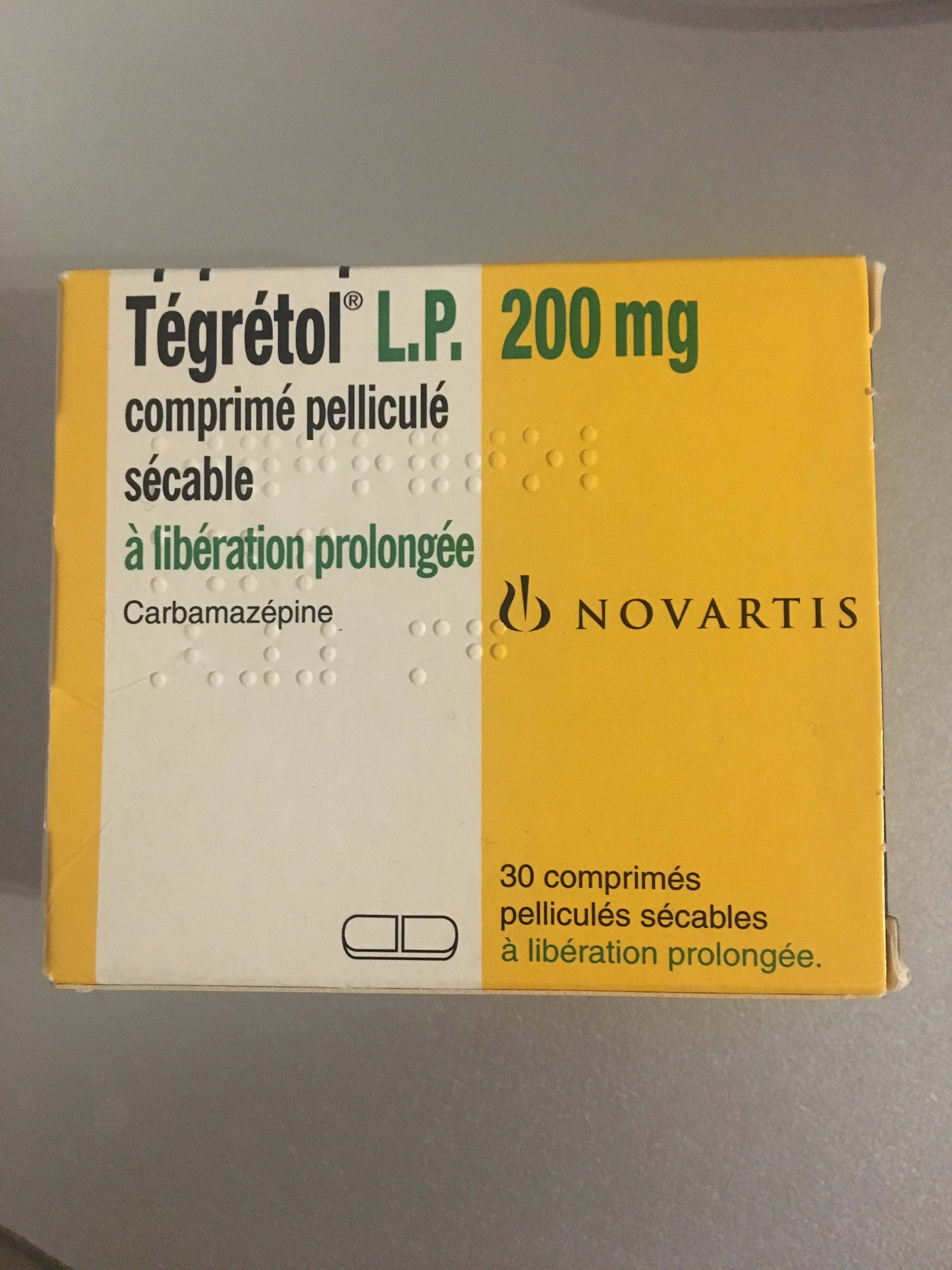
Tégrétol LP 200 mg en France

## Sources
- La revue Prescrire décembre 2008, T28 no 302 suppl. interactions médicamenteuses.